# Volkswagen 1-litre concept
O Volkswagen 1-litre car é um Carro conceito com capacidade para duas pessoas que pode rodar 100 km com 1 litro de combustível. É equipado com um motor diesel 0,3l que produz 8,5cv.
O carro não tem pintura, é todo em fibra de carbono o que o deixa extremamente leve. O carro estava com 290 kg quando feito a partir do projeto original, porem como será instalado itens obrigatórios na Europa (airbag, ASP e ABS) deve passar dos 300 kg.
A transmissão, devido ao seu tamanho, não foi possível ser incluso uma caixa de marcha, dessa forma foi projetado para ele uma transmissão automática de 6 marchas.
No Brasil deve ser inviável a implementação desse carro na atual frota, em virtude a legislação que proíbe o desenvolvimento e comercialização de carros a diesel de pequeno porte, uma vez que o diesel é subsidiado pela gasolina.
O preço estimado varia de fonte para fonte, alguns falam que custará 600 US$ outros que custara em torno de 20.000 EUR. Vale a expectativa.

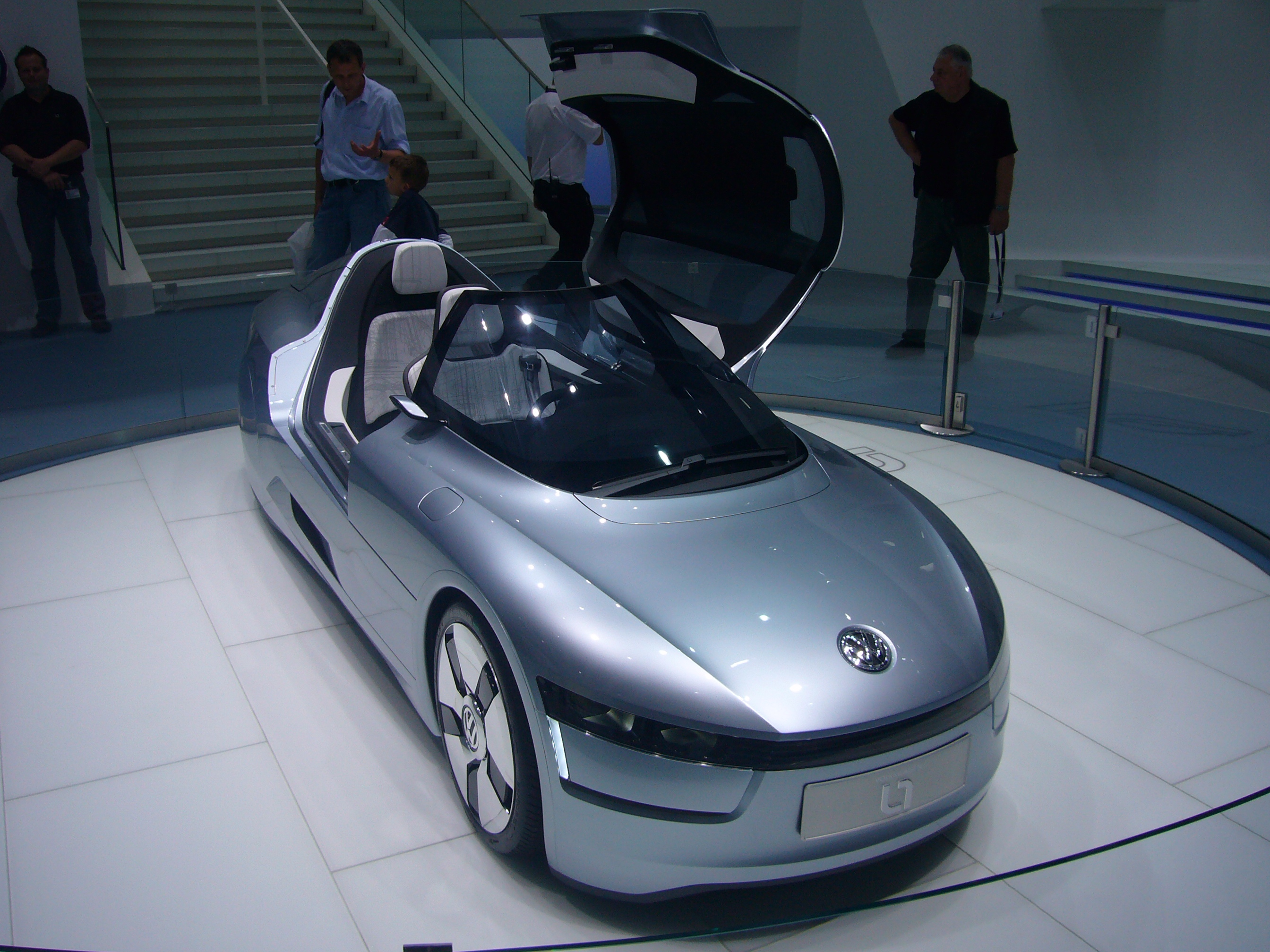
Volkswagen L1